# ماری آلدن

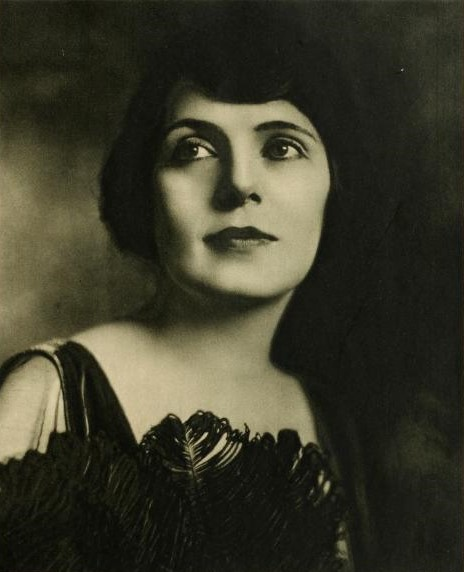

ماری آلدن (انگلیسی: Mary Alden؛ ۱۸ ژوئن ۱۸۸۳ – ۲ ژوئیهٔ ۱۹۴۶) هنرپیشه اهل ایالات متحده آمریکا بود. وی بین سال‌های ۱۹۱۳ تا ۱۹۳۷ میلادی فعالیت می‌کرد.

## بخشی از فیلمشناسی
- جنگ زن و مرد (۱۹۱۴)
- تولد یک ملت (۱۹۱۵)
- تعصب (۱۹۱۶)
- عصر پلاستیک (۱۹۲۵)
- راسپوتین و امپراتریس (۱۹۳۲)